# Нечаев, Вениамин Петрович
Вениамин (Венедикт) Петрович Нечаев (20 марта 1915, Ново-Николаевск — 15 августа 1987, Ленинград) — советский музыкант (гитарист), артист эстрады, куплетист и киноактёр. Участник эстрадного дуэта «Нечаев и Рудаков», который был популярен в 1950-е годы. Как актёр снялся в двух фильмах и в ранних новогодних «Голубых огоньках». Заслуженный артист РСФСР (1961).

## Биография

### Ранние годы
Вениамин Петрович Нечаев родился 20 марта 1915 года в Ново-Николаевске (ныне — Новосибирск). С детства интересовался музыкой. Окончил музыкальное училище по классу гитары. В 1938 году он стал лауреатом Всесоюзного конкурса артистов-инструменталистов. Работал в оркестре Новосибирского радиокомитета. Служил в Красной Армии, участник Великой Отечественной войны.

### Дуэт «Нечаев и Рудаков»
Во время службы на Дальнем Востоке в послевоенные годы познакомился в Хабаровске с Павлом Рудаковым. После демобилизации они три года работали в Дальневосточной филармонии, где играли сценки и исполняли сатирические куплеты, которые и стали их основным жанром.
В 1948 году они образовали эстрадный дуэт и дали свой первый концерт в Ленинграде. Они аккомпанировали сами себе; слова для них писали Константинов, Рацер, Грей, Мерлин. Тексты куплетов писались на злободневные темы (утром в газете — вечером в куплете), что обуславливало популярность дуэта, ставшую одной из примет времён «хрущёвской оттепели» Даже сам Никита Хрущёв с симпатией относился к дуэту Нечаева и Рудакова; артистов даже приглашали на важные совещания по вопросам культуры.
В 1962 году знаменитый дуэт распался. Впоследствии он воссоединился специально для съёмок в фильме «Москва слезам не верит» – режиссёр картины Владимир Меньшов пригласил их принять участие в фильме специально для того, чтобы воссоздать в нём атмосферу 1950-х годов. Другой раз дуэт воссоединился для фильма «Я возвращаю Ваш портрет».

### Дальнейшие годы и смерть
После 1962 года Нечаев какое-то время работал вместе с артистом эстрады Германом Орловым, после чего начал выступать в качестве конферансье в созданном им эстрадном ансамбле. Умер 15 августа 1987 года в Ленинграде.
Похоронен на Ново-Волковском кладбище Ленинграда.

## Фильмография
- 1959 — Не имей 100 рублей…[3] — главный режиссёр театра
- 1980 — Москва слезам не верит[4] — камео
- 1983 — Я возвращаю Ваш портрет  (телевизионный фильм-концерт) — камео